# Томмазо Роккі
Томмазо Роккі (італ. Tommaso Rocchi, нар. 19 вересня 1977, Венеція) — італійський футболіст, нападник угорського клубу «Татабанья».
Більшу частину кар'єри провів у «Лаціо», з яким ставав володарем Кубка та Суперкубка Італії, крім того провів три матчі за збірну Італії, а у складі олімпійської збірної був учасником олімпійського турніру 2008 року.

## Клубна кар'єра
Розпочав займатись футболом в команді «Венеція» з рідного міста, з якою у 1994 році потрапив у прімаверу туринського «Ювентуса». Там Томмазо став молодіжним чемпіоном Італії та володарем молодіжного кубка країни, після чого перед сезоном 1995/96 був включений до заявки основної команди. У тому сезоні, який завершився для «Юве» здобуттям титулу переможця Ліги чемпіонів УЄФА, Роккі так і не провів за основну команду жодного матчу. Після цього клуб віддавав футболіста в оренду в нижчолігові італійські клуби «Про Патрія», «Фермана» та «Саронно».

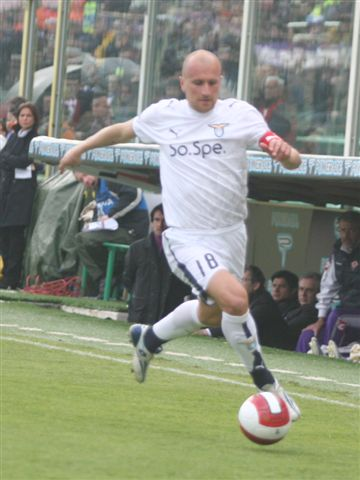
Томмазо Роккі під час виступів за «Лаціо». 22 березня 2008 року.

Влітку клуб «Комо» з Серії С1 за 300 мільйонів лір (154 937 євро) викупив половину прав на гравця і Роккі став у спільній власності двох клубів. У червні 2000 року «Комо» повністю викупив контракт гравця за 900 мільйонів лір (464 811 євро) і відразу ж продав половину прав клуб «Тревізо» з Серії В за 1,4 млрд лір (723 040 євро).
У 2001 році Роккі перейшов в «Емполі» і відіграв за неї три сезони, два з яких в Серії А.
Своєю грою за останню команду привернув увагу представників тренерського штабу клубу «Лаціо», до складу якого приєднався в серпні 2004 року. Відіграв за «біло-блакитних» наступні дев'ять сезонів своєї ігрової кар'єри. Більшість часу, проведеного у складі «Лаціо», був основним гравцем атакувальної ланки і капітаном команди, а також одним з головних бомбардирів, маючи середню результативність на рівні 0,34 голу за гру першості. В цілому він забив 105 голів в 293 матчах за «Лаціо» зайняв п'яте місце серед найкращих бомбардирів римлян усіх часів і восьме місце за кількістю зіграних матчів. За цей час додав до переліку своїх трофеїв титул володаря Кубка Італії та ставав володарем Суперкубка Італії, причому у суперкубковому двобої саме його другий гол допоміг «орлам» здолати чемпіона Італії «Інтернаціонале» (2:1).
4 січня 2013 року Роккі, після дев'яти років в «Лаціо», приєднався до «Інтернаціонале» за 300 000 євро. Загалом до кінця року Томмазо зіграв 15 матчів і забив 3 голи, після чого контракт з ним не було продовжено і Роккі тривалий час лишався без клубу.
В листопаді 2013 року Томмазо приєднався до клубу Серії В «Падова», проте влітку наступного року команда через борги була розформована і припинила існування
Влітку 2014 року Томмазо Роккі перейшов до угорського «Галадаша», де провів наступний сезон, після чого перейшов до іншого угорського клубу — «Татабаньї», який очолив його співвітчизник Бруно Джордано. Відтоді встиг відіграти за клуб з Татабаньї 6 матчів в національному чемпіонаті.

## Виступи за збірні
1995 року дебютував у складі юнацької збірної Італії, взяв участь у 15 іграх на юнацькому рівні, відзначившись 7 забитими голами.
1998 року залучався до складу молодіжної збірної Італії. На молодіжному рівні зіграв в одному офіційному матчі, забив 1 гол.
16 серпня 2006 року дебютував в офіційних іграх у складі національної збірної Італії у товариському матчі проти збірної Хорватії (0:2). В кінці того ж року зіграв ще один товариський матч з турками (1:1), а наступного року — у матчі відбору до Євро-2008 проти Фарерських островів (2:1), проте на сам континентальний форум не поїхав. Всього провів у формі головної команди країни 3 матчі.
Влітку 2008 року захищав кольори олімпійської збірної Італії на Олімпійських іграх 2008 року у Пекіні, будучи єдиним «дорослим» гравцем команди, хоча за регламентом дозволялося мати таких аж три. На турнірі Роккі провів 2 матчі і забив гол у ворота Південної Кореї, проте у другій грі отримав перелом малогомілкової кістки і змушений був покинути турнір. В заявці його замінив Антоніо Кандрева, з яким італійці і дійшли до півфіналу турніру.

## Статистика виступів

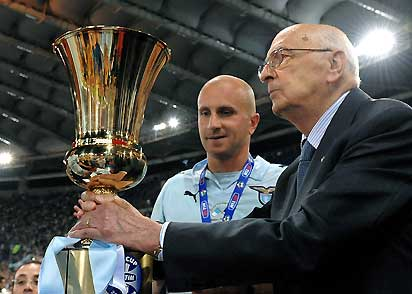
Томмазо Роккі отримує кубок Італії з рук президента країни Джорджо Наполітано. 13 травня 2009 року.

### Статистика клубних виступів
| Сезон              | Команда            | Чемпіонат          | Чемпіонат | Чемпіонат | Національний кубок | Національний кубок | Національний кубок | Континентальні кубки | Континентальні кубки | Континентальні кубки | Інші змагання | Інші змагання | Інші змагання | Усього | Усього |
| Сезон              | Команда            | Ліга               | Ігор      | Голів     | Ліга               | Ігор               | Голів              | Ліга                 | Ігор                 | Голів                | Ліга          | Ігор          | Голів         | Ігор   | Голів  |
| ------------------ | ------------------ | ------------------ | --------- | --------- | ------------------ | ------------------ | ------------------ | -------------------- | -------------------- | -------------------- | ------------- | ------------- | ------------- | ------ | ------ |
| 1995–96            | «Ювентус»          | A                  | 0         | 0         | КІ                 | 0                  | 0                  | ЛЧ                   | 0                    | 0                    | -             | -             | -             | 0      | 0      |
| 1996–97            | «Про Патрія»       | C2 (IV)            | 27        | 6         | КІ                 | 0                  | 0                  | -                    | -                    | -                    | -             | -             | -             | 27     | 6      |
| 1997–98            | «Фермана»          | C1 (III)           | 4         | 0         | КІ                 | 0                  | 0                  | -                    | -                    | -                    | -             | -             | -             | 4      | 0      |
| 1997–98            | «Саронно»          | C1 (III)           | 28        | 10        | КІ                 | 0                  | 0                  | -                    | -                    | -                    | -             | -             | -             | 28     | 10     |
| 1998–99            | «Комо»             | C1 (III)           | 32+2      | 11+1      | КІ                 | 0                  | 0                  | -                    | -                    | -                    | -             | -             | -             | 34     | 12     |
| 1999–00            | «Комо»             | C1 (III)           | 30        | 9         | КІ                 | 5                  | 4                  | -                    | -                    | -                    | -             | -             | -             | 35     | 13     |
| Усього за «Комо»   | Усього за «Комо»   | Усього за «Комо»   | 62+2      | 20+1      |                    | 5                  | 4                  |                      | -                    | -                    |               | -             | -             | 69     | 25     |
| 2000–01            | «Тревізо»          | B (ІІ)             | 37        | 8         | КІ                 | 1                  | 0                  | -                    | -                    | -                    | -             | -             | -             | 38     | 8      |
| 2001–02            | «Емполі»           | B (ІІ)             | 37        | 11        | КІ                 | 4                  | 1                  | -                    | -                    | -                    | -             | -             | -             | 41     | 12     |
| 2002–03            | «Емполі»           | A                  | 34        | 6         | КІ                 | 7                  | 1                  | -                    | -                    | -                    | -             | -             | -             | 41     | 7      |
| 2003–04            | «Емполі»           | A                  | 33        | 11        | КІ                 | 2                  | 0                  | -                    | -                    | -                    | -             | -             | -             | 35     | 11     |
| 2004–05            | «Емполі»           | B                  | 0         | 0         | КІ                 | 1                  | 0                  | -                    | -                    | -                    | -             | -             | -             | 1      | 0      |
| Усього за «Емполі» | Усього за «Емполі» | Усього за «Емполі» | 104       | 28        |                    | 14                 | 2                  |                      |                      |                      |               |               |               | 118    | 30     |
| 2004–05            | «Лаціо»            | A                  | 35        | 13        | КІ                 | 1                  | 2                  | КУЄФА                | 5                    | 2                    | -             | -             | -             | 41     | 17     |
| 2005–06            | «Лаціо»            | A                  | 37        | 16        | КІ                 | 1                  | 0                  | Інт                  | 3                    | 1                    | -             | -             | -             | 41     | 17     |
| 2006–07            | «Лаціо»            | A                  | 36        | 16        | КІ                 | 3                  | 3                  | -                    | -                    | -                    | -             | -             | -             | 39     | 19     |
| 2007–08            | «Лаціо»            | A                  | 36        | 14        | КІ                 | 4                  | 1                  | ЛЧ                   | 8                    | 4                    | -             | -             | -             | 48     | 19     |
| 2008–09            | «Лаціо»            | A                  | 27        | 9         | КІ                 | 5                  | 2                  | -                    | -                    | -                    | -             | -             | -             | 32     | 11     |
| 2009–10            | «Лаціо»            | A                  | 32        | 6         | КІ                 | 2                  | 1                  | ЛЄ                   | 5                    | 2                    | СІ            | 1             | 1             | 40     | 10     |
| 2010–11            | «Лаціо»            | A                  | 18        | 3         | КІ                 | 2                  | 0                  | -                    | -                    | -                    | -             | -             | -             | 20     | 3      |
| 2011–12            | «Лаціо»            | A                  | 20        | 5         | КІ                 | 2                  | 1                  | ЛЄ                   | 7                    | 3                    | -             | -             | -             | 29     | 9      |
| 2012–13            | «Лаціо»            | A                  | 3         | 0         | КІ                 | 0                  | 0                  | ЛЄ                   | 0                    | 0                    | -             | -             | -             | 3      | 0      |
| Усього за «Лаціо»  | Усього за «Лаціо»  | Усього за «Лаціо»  | 244       | 82        |                    | 20                 | 10                 |                      | 28                   | 12                   |               | 1             | 1             | 293    | 105    |
| 2012–13            | «Інтернаціонале»   | A                  | 13        | 3         | КІ                 | 2                  | 0                  | ЛЄ                   | 0                    | 0                    | -             | -             | -             | 15     | 3      |
| 2013–14            | «Падова»           | B (ІІ)             | 20        | 5         | КІ                 | 0                  | 0                  | -                    | -                    | -                    | -             | -             | -             | 20     | 5      |
| 2014–15            | «Галадаш»          | НБ1                | 17        | 3         | MK+КЛ              | 0+2                | 0+3                | -                    | -                    | -                    | -             | -             | -             | 19     | 6      |
| 2015–16            | «Татабанья»        | НБ3 (ІІІ)          | 6         | 2         | КУ                 | -                  | -                  | -                    | -                    | -                    | -             | -             | -             | 6      | 2      |
| Усього за кар'єру  | Усього за кар'єру  | Усього за кар'єру  | 664       | 168       |                    | 44                 | 19                 |                      | 28                   | 12                   |               | 1             | 1             | 637    | 200    |

### Статистика виступів за збірну
| Дата       | Місто    | Господарі         | Результат | Гості     | Турнір            | Голи | Примітки |
| ---------- | -------- | ----------------- | --------- | --------- | ----------------- | ---- | -------- |
| 16-8-2006  | Ліворно  | Італія            | 0 – 2     | Хорватія  | товариський матч  | -    | 57'      |
| 15-11-2006 | Бергамо  | Італія            | 1 – 1     | Туреччина | товариський матч  | -    | 59'      |
| 2-6-2007   | Торсгавн | Фарерські острови | 1 – 2     | Італія    | Відбір до ЧЄ 2008 | -    | 86'      |
| Усього     |          | Матчів            | 3         |           | Голів             | 0    |          |

## Титули і досягнення

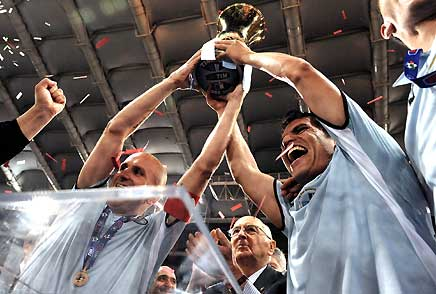
Томмазо Роккі (ліворуч) і Крістіан Ледесма святкують перемогу у Кубку Італії. 13 травня 2009 року.

- Володар Кубка Італії (1):

«Лаціо»: 2008–09
- Володар Суперкубка Італії (1):

«Лаціо»: 2009
- Переможець Ліги чемпіонів УЄФА (1):

«Ювентус»: 1995–96